# Copa América žen FIF7 2024
Copa América žen FIF7 2024 bylo 5. ročníkem Copa América žen FIF7 a konalo se v argentinském hlavním městě Buenos Aires v období od 22. do 24. července 2024. Účastnily se ho 4 týmy, které hrály v jedné skupině systémem každý s každým. Ze skupiny pak postoupily první dva týmy do finále a týmy na třetím a čtvrtém místě se utkaly o 3. místo. Vyřazovací fáze zahrnovala 2 zápasy. Ve finále zvítězily reprezentantky Brazílie, které porazily výběr Chile 3:0 a zapsali tak čtvrtý titul za sebou.

## Stadion
Turnaj se hrál na jednom stadionu v jednom hostitelském městě: SB5 Fútbol (Buenos Aires).
| Buenos Aires |
| ------------ |
| SB5 Fútbol   |
| Buenos Aires |

## Skupinová fáze
Čas každého zápasu je uveden v lokálním čase.
| Vysvětlivky                        |
| ---------------------------------- |
| Tým postupující do finále          |
| Tým postupující do boje o 3. místo |
| Vítěz zápasu je tučně zvýrazněn    |

#### Tabulka
| Tým       | Z | V | R | P | VG | IG | +/− | B |
| --------- | - | - | - | - | -- | -- | --- | - |
| Brazílie  | 3 | 2 | 1 | 0 | 11 | 3  | +8  | 7 |
| Chile     | 3 | 1 | 2 | 0 | 5  | 4  | +1  | 5 |
| Argentina | 3 | 1 | 1 | 1 | 6  | 8  | −2  | 4 |
| Salvador  | 3 | 0 | 1 | 2 | 3  | 10 | −7  | 1 |

| 22. července 2024 12:45 |       |                                                                              |                          |
| Salvador                | 0 : 5 | Brazílie                                                                     | SB5 Fútbol, Buenos Aires |
|                         |       | Tatiane Bueno 3', 42' Natália 4' Francisca Gonzálezová 20' (vl.) Thalita 30' | SB5 Fútbol, Buenos Aires |

| 22. července 2024 14:00      |       |                                           |                          |
| Argentina                    | 1 : 2 | Chile                                     | SB5 Fútbol, Buenos Aires |
| Andrea Cecilia Guerrerová 8' |       | Bárbara Quezada 25+3' Montserrat Grau 29' | SB5 Fútbol, Buenos Aires |

| 23. července 2024 9:00 |       |                       |                          |
| Chile                  | 1 : 1 | Salvador              | SB5 Fútbol, Buenos Aires |
| Bárbara Quezada 46'    |       | Sthepanie Pérezová 6' | SB5 Fútbol, Buenos Aires |

| 23. července 2024 10:15                      |       |                         |                          |
| Brazílie                                     | 4 : 1 | Argentina               | SB5 Fútbol, Buenos Aires |
| Tatiane Bueno 5', 8' Mariana 16' Natália 29' |       | Fernanda Martinézová 7' | SB5 Fútbol, Buenos Aires |

| 23. července 2024 16:30                                        |       |                                               |                          |
| Argentina                                                      | 4 : 2 | Salvador                                      | SB5 Fútbol, Buenos Aires |
| Carla Plaza 6', 21' (pen.) Brenda Analia Troncosová 18', 50+1' |       | Dayana Bautista 33' Francisca Gonzálezová 48' | SB5 Fútbol, Buenos Aires |

| 23. července 2024 17:45                            |       |                         |                          |
| Chile                                              | 2 : 2 | Brazílie                | SB5 Fútbol, Buenos Aires |
| Camila Altamiranová 43' Natalia Mariñelarena 50+3' |       | Mariana 19' Thalita 44' | SB5 Fútbol, Buenos Aires |

#### O 3. místo
| 24. července 2024 11:30                                                      |       |                       |                          |
| Argentina                                                                    | 3 : 1 | Salvador              | SB5 Fútbol, Buenos Aires |
| Tatiana Gisel Colischencová 3' Carla Plaza 32' Andrea Cecilia Guerrerová 50' |       | Damaris Quelezová 27' | SB5 Fútbol, Buenos Aires |

#### Finále
| 24. července 2024 15:15                          |       |       |                          |
| Brazílie                                         | 3 : 0 | Chile | SB5 Fútbol, Buenos Aires |
| Tatiane Bueno 6' Natália 20' Marina Hoherová 39' |       |       | SB5 Fútbol, Buenos Aires |